# Nicolaas Anslijn
Nicolaas Anslijn (Nicolaaszn.) (Leiden, 12 mei 1777 – Alkmaar, 18 september 1838) was een Nederlandse schrijver.
Van zijn hand verschenen onder meer De Brave Hendrik - een leesboekje voor jonge kinderen (1810) en wegens doorslaand succes later De Brave Maria (1811) in dezelfde stijl.
Anslijn heeft ook een belangrijke rol gespeeld in het grammaticaonderwijs met zijn vernieuwende Nederduitsche spraakkunst voor eerstbeginnenden (Leyden 1814; 3e druk Leyden 1824). In dit schoolboek behandelt hij als eerste de 'logische ontleding der voorstellen', oftewel de zinsdelen. Voordien behandelden grammatica’s enkel de woordsoorten.
Na zijn overlijden werd door de Nederlandse schrijver Nicolaas Beets een necrologie over hem en zijn betekenis voor de Nederlandse taal gepubliceerd. Hij zorgde ook voor een postume uitgave van enkele nagelaten geschriften.
In 1989 werd zijn De brave Hendrik met De brave Maria in één bundel opnieuw uitgegeven; en in 1999 beleefde De brave Hendrik de 32ste druk.
Vervolgens werden in 2004 werden ook enkele andere van zijn werken opnieuw uitgebracht: het Rekenboek voor meisjes, ten dienste der scholen en zijn Geschenk voor de jeugd, bestaande in afbeeldingen en beschrijving van eenige van de belangrijkste voorwerpen der natuur.

## Andere publicaties
- De arme Jacob (1823)
- Aanleiding tot het plaatsen der schei- en zinsteekens (1827)
- Handleiding om den kinderen het lezen te leeren (1827)
- Het leven van Jezus (1836)
- Adolf en Sientje (1837)
- Handleiding tot de kennis der artsenij-gewassen (1837)